# ديفيد بيري (رائد أعمال)
ديفيد بيري (بالإنجليزية: David Perry)‏ هو رائد أعمال بريطاني، ولد في 4 أبريل 1967 في ليسبورن في المملكة المتحدة.

## وصلات خارجية
- الموقع الرسمي
- دايفيد بيري على موقع IMDb (الإنجليزية)